# Gabriela Petry
Gabriela de Lima Petry (Florianópolis, 28 de maio de 1986) é uma atriz, cantora e empresária brasileira. Ficou conhecida por interpretar a professora de música Sophie em As Aventuras de Poliana.

## Biografia
Gabriela Petry fez o ensino médio nos EUA (1999-2004), e de lá entrou para o AMT (American Musical Theater) cursando também, sapateado, violão, canto e dança de salão. Em 2002, interpretou Betty no espetáculo “New York Cafe” e Nikki no musical “Sweet Charity”, ambos no Broward Theater em Fort Lauderdale, Florida. Em 2003, interpretou Madelon, em “As preciosas Ridículas"; além do Brasil, viajou pela América Latina, em 2007, como apresentadora e cantora no musical Winnie the Pooh, da Disney Live.

## Carreira
Gabriela Petry iniciou na Rede Globo em 2011 como vocalista da Banda do Domingão do Faustão e, em 2015, se tornou repórter do programa. No mesmo ano, participou da novela A Regra do Jogo, de João Emanuel Carneiro, com direção geral de Amora Mautner; já participou do programa Zorra Total (2014) e nas novelas, Carinha de Anjo (2017) e As Aventuras de Poliana (2018), do SBT. No cinema, deu vida a cantora Rubi no longa O Escaravelho do Diabo (2016), do diretor Carlo Milani. Gabriela também já participou de diversos espetáculos teatrais, com destaque para as protagonistas de Peter Pan (2007) e Hairspray (2009 e 2010), dirigido por Miguel Falabella. 
Em 2018 foi protagonista do filme Iraniano تگزاس_(فیلم_۱۳۹۶) (Texas) , a maior bilheteria do Irã, no papel de Alice. Devido ao enorme sucesso , no início de 2019, viajou para o Irã e gravou a continuação تگزاس_۲ (Texas 2). 
Em 2021, interpretou Vivi Krüger, cantora de cabaré de origem judaica em Passaporte para Liberdade. 

## Filmografia

### Televisão
| Ano       | Título                    | Cargo/Papel                               | Nota        |
| --------- | ------------------------- | ----------------------------------------- | ----------- |
| 2005      | América                   | Barista da boate                          |             |
| 2011–2015 | Domingão do Faustão       | Vocalista da banda e repórter do programa |             |
| 2015      | A Regra do Jogo           | Jessica (Ursinha)                         |             |
| 2016      | Carinha de Anjo           | Selene                                    |             |
| 2018–2020 | As Aventuras de Poliana   | Sophie                                    | Temporada 1 |
| 2021      | Passaporte para Liberdade | Taibele Bashevis / Vivi Krüger            |             |

### Cinema
| Ano  | Título                 | Papel | Notas               |
| ---- | ---------------------- | ----- | ------------------- |
| 2016 | O Escaravelho do Diabo | Rubi  |                     |
| 2018 | Texas 1                | Alice | Produções iranianas |
| 2019 | Texas 2                | Alice | Produções iranianas |
| 2024 | Texas 3                | Alice | Produções iranianas |

### Teatro
| Ano  | Título                         | Personagem |
| ---- | ------------------------------ | ---------- |
| 2004 | Diário de Débora               | Carol      |
| 2007 | Peter Pan - todos podemos Voar | Wendy      |
| 2009 | Hairspray Brasil               | Brenda     |
| 2010 | Aladdin                        | Sherazade  |